# جيمس بينيت
جيمس بينيت (بالإنجليزية: James Bennett)‏ (1775 - 31 مارس 1855) هو لاعب كريكت بريطاني (وحمل سابقاً جنسية المملكة المتحدة لبريطانيا العظمى وأيرلندا ومملكة بريطانيا العظمى).